# Tour de France 2022/6. Etappe
Die 6. Etappe der Tour de France 2022 fand am 7. Juli 2022 statt. Mit dem Start der Etappe in Belgien machte die Rundfahrt nach den ersten drei Etappen in Dänemark erneut einen Abstecher ins Ausland. Die Strecke führte von Binche über 219,9 Kilometer nach Longwy und war die längste Etappe der 109. Austragung des französischen Etappenrennens. Nach der Zielankunft werden die Fahrer insgesamt 942,8 Kilometer absolviert haben, was 28,1 % der Gesamtdistanz der Rundfahrt entspricht.

## Streckenführung
Der neutralisierte Start erfolgte in Binche auf der N90 nahe dem Grand Place, der aus dem Herbstklassiker Binche–Chimay–Binche bekannt ist. Anschließend verließen die Fahrer die Stadt in Richtung Süden über die N55.
Der offizielle Start erfolgte nach rund fünf Kilometern auf der N55 kurz vor Merbes-Sainte-Marie. Anschließend führte die Strecke durch die Stadt Beaumont und vorbei an den Seen der Eau d’Heure in Richtung Süden, ehe nach rund 70 Kilometern bei Regniowez die französische Grenze erreicht wurde. Kurz darauf gelangten die Fahrer zur Steigung der Côte des Mazures (370 m), eine Bergwertung der 3. Kategorie, die 87,2 Kilometer vor dem Ziel passiert wurde. Im Regionalen Naturpark Ardennen blieb das Terrain hügelig, ehe Charleville-Mézières erreicht wurde. Die Strecke führte nun entlang der französisch-belgischen Grenze Richtung Südosten und 145,9 Kilometer vor dem Ziel wurde in Carignan ein Zwischensprint ausgefahren.
Die letzten 23,8 Kilometer führten von Longuyon über mehrere Anstiege zum Zielort Longwy. Nach der Côte de Montigny-sur-Chiers (297 m), einer Bergwertung der 4. Kategorie, folgte ein nicht kategorisierter Anstieg nach Lexy, ehe der Zielort erreicht wurde. Hier folgte mit der Côte de Pulventeux (351 m) eine kurze steile Rampe (800 Meter bei im Schnitt 12,3 %) die als Bergwertung der 3. Kategorie klassifiziert war und 5,3 Kilometer vor dem Ziel überquert wurde. Nach der anschließenden Abfahrt führten die letzten gut zwei Kilometer bergauf zum Ziel auf der Côte des Religieuses (379 m). Dieses stieg im Schnitt mit 5,8 % an und wies eine maximale Steigung von 11 % auf. Die Ziellinie befand sich auf der D918 auf der Höhe des Place du Colonel Darche.
|                            | Ort                         | Kilometer | Länge (km) | Höhe (m) | Ø Steigung |
| -------------------------- | --------------------------- | --------- | ---------- | -------- | ---------- |
| neutralisierter Start      | Binche                      |           |            |          |            |
| offizieller Start          | Merbes-Sainte-Marie         | 0         |            |          |            |
| Bergwertung (3. Kategorie) | Côte des Mazures            | 087,2     | 2,0        | 370      | 07,6 %     |
| Zwischensprint             | Carignan                    | 145,9     |            |          |            |
| Bergwertung (4. Kategorie) | Côte de Montigny-sur-Chiers | 205,0     | 1,6        | 297      | 04,4 %     |
| Bergwertung (3. Kategorie) | Côte de Pulventeux          | 214,6     | 0,8        | 351      | 12,3 %     |
| Ziel                       | Longwy                      | 219,9     |            |          |            |

## Rennverlauf
Der Start in Binche wurde von Eddy Merckx freigegeben. Nicht am Start war Daniel Oss (TotalEnergies), der sich am Vortag bei Kollision mit einem Zuschauer einen Halswirbelbruch zugezogen hatte.
Bei Seiten- und Rückenwind war die Passage der Ardennen von zahlreichen Attacken geprägt, wobei sich insbesondere Wout van Aert (Jumbo-Visma) im Gelben Trikot hervortat. Zwischenzeitlich holte sich eine Dreiergruppe mit Benoît Cosnefroy (AG2R Citroën Team), Taco van der Hoorn (Intermarché-Wanty-Gobert Matériaux) und Toms Skujiņš (Trek-Segafredo) eine Minute Vorsprung, bevor sie wieder eingeholt wurde. Auch einer Gruppe von 10 Fahrern, die sich über 15 km vorm Peloton hielt, ging es nicht besser. Erst nach 70 km, als die Fahrer die Grenze nach Frankreich überquerten, setzte sich Wout van Aert mit Jakob Fuglsang (Israel-Premier Tech) und Quinn Simmons (Trek-Segafredo) ab und wurde vom Peloton ziehen gelassen, wobei Van Aert sich selbst durch eine abgesprungene Kette nicht beirren ließ. Alex Kirsch (Trek-Segafredo) musste das Rennen unterdessen aufgeben. Mathieu Burgaudeau (TotalEnergies) und George Bennett (UAE Team Emirates) wurden wegen unerlaubten Windschattenfahrens hinter dem Teamfahrzeug mit Geldstrafen und Punktabzügen belegt.
Die Rennsituation beruhigte sich in der Folge, und der Vorsprung der Führenden pendelte sich bei drei bis vier Minuten ein. Simmons gewann die erste Bergwertung, und Van Aert holte volle Punkte im Zwischensprint. Bald darauf musste Fuglsang kurzzeitig anhalten und fiel ins Peloton zurück. 30 Kilometer vor dem Ziel musste auch Simmons abreißen lassen. Van Aert konnte noch die letzte Bergwertung für sich verbuchen, bevor er ebenfalls überholt wurde und so Abschied vom Gelben Trikot nahm. Er blieb aber in Grün und erhielt zusätzlich die Rote Rückennummer.
Beim ersten Anstieg nach Longwy, der auch als Bergwertung diente, dünnte sich das Feld aus. Alexander Wlassow (Bora-hansgrohe) stürzte an einer Verkehrsinsel, konnte seinen Verlust jedoch auf wenige Sekunden begrenzen. Ein Angriff von Alexis Vuillermoz (TotalEnergies) über die Bergwertung hinweg wurde wieder eingefangen. Auf den letzten Metern des Schlussanstiegs ins Zentrum von Longwy war Tadej Pogačar (UAE Team Emirates) der stärkste und übernahm auch das Gelbe Trikot.

## Ergebnis
| \| Etappenergebnis \| Etappenergebnis \| Etappenergebnis \| Etappenergebnis \| Etappenergebnis \| \| Fahrer \| Fahrer \| Land \| Team \| Zeit \| \| --------------- \| ---------------------- \| ---------------------- \| ------------------ \| --------------- \| \| 1. \| Tadej Pogačar \| Slowenien \| UAE Team Emirates \| 4 h 27 min 13 s \| \| 2. \| Michael Matthews \| Australien \| BikeExchange-Jayco \| + 0 s \| \| 3. \| David Gaudu \| Frankreich \| Groupama-FDJ \| + 0 s \| \| 4. \| Thomas Pidcock \| Vereinigtes Königreich \| Ineos Grenadiers \| + 0 s \| \| 5. \| Nairo Quintana \| Kolumbien \| Arkéa-Samsic \| + 0 s \| \| 6. \| Dylan Teuns \| Belgien \| Bahrain Victorious \| + 0 s \| \| 7. \| Jonas Vingegaard \| Dänemark \| Jumbo-Visma \| + 0 s \| \| 8. \| Daniel Felipe Martínez \| Kolumbien \| Ineos Grenadiers \| + 0 s \| \| 9. \| Primož Roglič \| Slowenien \| Jumbo-Visma \| + 0 s \| \| 10. \| Romain Bardet \| Frankreich \| Team DSM \| + 0 s \| |                        |                        |                    |                 |
| |                        |                        |                    |                 |
| Quelle: ProCyclingStats |                        |                        |                    |                 |
| Etappenergebnis |                        |                        |                    |                 |
| Fahrer | Fahrer                 | Land                   | Team               | Zeit            |
| 1. | Tadej Pogačar          | Slowenien              | UAE Team Emirates  | 4 h 27 min 13 s |
| 2. | Michael Matthews       | Australien             | BikeExchange-Jayco | + 0 s           |
| 3. | David Gaudu            | Frankreich             | Groupama-FDJ       | + 0 s           |
| 4. | Thomas Pidcock         | Vereinigtes Königreich | Ineos Grenadiers   | + 0 s           |
| 5. | Nairo Quintana         | Kolumbien              | Arkéa-Samsic       | + 0 s           |
| 6. | Dylan Teuns            | Belgien                | Bahrain Victorious | + 0 s           |
| 7. | Jonas Vingegaard       | Dänemark               | Jumbo-Visma        | + 0 s           |
| 8. | Daniel Felipe Martínez | Kolumbien              | Ineos Grenadiers   | + 0 s           |
| 9. | Primož Roglič          | Slowenien              | Jumbo-Visma        | + 0 s           |
| 10. | Romain Bardet          | Frankreich             | Team DSM           | + 0 s           |

## Gesamtstände
| \| Gesamtwertung \| Gesamtwertung \| Gesamtwertung \| Gesamtwertung \| Gesamtwertung \| \| Fahrer \| Fahrer \| Land \| Team \| Zeit \| \| ------------- \| ---------------------- \| ---------------------- \| --------------------- \| ---------------- \| \| 1. \| Tadej Pogačar \| Slowenien \| UAE Team Emirates \| 20 h 44 min 44 s \| \| 2. \| Neilson Powless \| Vereinigte Staaten \| EF Education-EasyPost \| + 4 s \| \| 3. \| Jonas Vingegaard \| Dänemark \| Jumbo-Visma \| + 31 s \| \| 4. \| Adam Yates \| Vereinigtes Königreich \| Ineos Grenadiers \| + 39 s \| \| 5. \| Thomas Pidcock \| Vereinigtes Königreich \| Ineos Grenadiers \| + 40 s \| \| 6. \| Geraint Thomas \| Vereinigtes Königreich \| Ineos Grenadiers \| + 46 s \| \| 7. \| Alexander Wlassow \| Russland \| Bora-Hansgrohe \| + 52 s \| \| 8. \| Daniel Felipe Martínez \| Kolumbien \| Ineos Grenadiers \| + 1 min 00 s \| \| 9. \| Romain Bardet \| Frankreich \| Team DSM \| + 1 min 01 s \| \| 10. \| David Gaudu \| Frankreich \| Groupama-FDJ \| + 1 min 02 s \| |                        |                        |                       |                  |
| |                        |                        |                       |                  |
| Quelle: ProCyclingStats |                        |                        |                       |                  |
| Gesamtwertung |                        |                        |                       |                  |
| Fahrer | Fahrer                 | Land                   | Team                  | Zeit             |
| 1. | Tadej Pogačar          | Slowenien              | UAE Team Emirates     | 20 h 44 min 44 s |
| 2. | Neilson Powless        | Vereinigte Staaten     | EF Education-EasyPost | + 4 s            |
| 3. | Jonas Vingegaard       | Dänemark               | Jumbo-Visma           | + 31 s           |
| 4. | Adam Yates             | Vereinigtes Königreich | Ineos Grenadiers      | + 39 s           |
| 5. | Thomas Pidcock         | Vereinigtes Königreich | Ineos Grenadiers      | + 40 s           |
| 6. | Geraint Thomas         | Vereinigtes Königreich | Ineos Grenadiers      | + 46 s           |
| 7. | Alexander Wlassow      | Russland               | Bora-Hansgrohe        | + 52 s           |
| 8. | Daniel Felipe Martínez | Kolumbien              | Ineos Grenadiers      | + 1 min 00 s     |
| 9. | Romain Bardet          | Frankreich             | Team DSM              | + 1 min 01 s     |
| 10. | David Gaudu            | Frankreich             | Groupama-FDJ          | + 1 min 02 s     |

| Punktewertung | Punktewertung       | Punktewertung | Punktewertung                      | Punktewertung |
| Fahrer        | Fahrer              | Land          | Team                               | Punkte        |
| ------------- | ------------------- | ------------- | ---------------------------------- | ------------- |
| 1.            | Wout van Aert       | Belgien       | Jumbo-Visma                        | 198 P.        |
| 2.            | Fabio Jakobsen      | Niederlande   | Quick-Step Alpha Vinyl             | 137 P.        |
| 3.            | Jasper Philipsen    | Belgien       | Alpecin-Deceuninck                 | 89 P.         |
| 4.            | Magnus Cort Nielsen | Dänemark      | EF Education-EasyPost              | 86 P.         |
| 5.            | Peter Sagan         | Slowakei      | TotalEnergies                      | 86 P.         |
| 6.            | Christophe Laporte  | Frankreich    | Jumbo-Visma                        | 83 P.         |
| 7.            | Tadej Pogačar       | Slowenien     | UAE Team Emirates                  | 78 P.         |
| 8.            | Simon Clarke        | Australien    | Israel-Premier Tech                | 67 P.         |
| 9.            | Dylan Groenewegen   | Niederlande   | BikeExchange-Jayco                 | 60 P.         |
| 10.           | Taco van der Hoorn  | Niederlande   | Intermarché-Wanty-Gobert Matériaux | 50 P.         |

| Bergwertung | Bergwertung         | Bergwertung        | Bergwertung           | Bergwertung |
| Fahrer      | Fahrer              | Land               | Team                  | Punkte      |
| ----------- | ------------------- | ------------------ | --------------------- | ----------- |
| 1.          | Magnus Cort Nielsen | Dänemark           | EF Education-EasyPost | 11 P.       |
| 2.          | Alexis Vuillermoz   | Frankreich         | TotalEnergies         | 2 P.        |
| 3.          | Wout van Aert       | Belgien            | Jumbo-Visma           | 2 P.        |
| 4.          | Quinn Simmons       | Vereinigte Staaten | Trek-Segafredo        | 1 P.        |
| 5.          | David Gaudu         | Frankreich         | Groupama-FDJ          | 1 P.        |
| 6.          | Jakob Fuglsang      | Dänemark           | Israel-Premier Tech   | 1 P.        |
| 7.          | George Bennett      | Neuseeland         | UAE Team Emirates     | -1 P.       |
| 8.          | Mathieu Burgaudeau  | Frankreich         | TotalEnergies         | -1 P.       |

| Nachwuchswertung | Nachwuchswertung   | Nachwuchswertung       | Nachwuchswertung   | Nachwuchswertung |
| Fahrer           | Fahrer             | Land                   | Team               | Zeit             |
| ---------------- | ------------------ | ---------------------- | ------------------ | ---------------- |
| 1.               | Tadej Pogačar      | Slowenien              | UAE Team Emirates  | 20 h 44 min 44 s |
| 2.               | Thomas Pidcock     | Vereinigtes Königreich | Ineos Grenadiers   | + 40 s           |
| 3.               | Jasper Philipsen   | Belgien                | Alpecin-Deceuninck | + 1 min 58 s     |
| 4.               | Brandon McNulty    | Vereinigte Staaten     | UAE Team Emirates  | + 2 min 59 s     |
| 5.               | Andreas Leknessund | Norwegen               | Team DSM           | + 4 min 24 s     |
| 6.               | Matteo Jorgenson   | Vereinigte Staaten     | Movistar Team      | + 7 min 42 s     |
| 7.               | Florian Vermeersch | Belgien                | Lotto-Soudal       | + 10 min 06 s    |
| 8.               | Luca Mozzato       | Italien                | B&B Hotels-KTM     | + 10 min 18 s    |
| 9.               | Fred Wright        | Vereinigtes Königreich | Bahrain Victorious | + 11 min 06 s    |
| 10.              | Kevin Geniets      | Luxemburg              | Groupama-FDJ       | + 12 min 43 s    |

| Mannschaftswertung | Mannschaftswertung    | Mannschaftswertung           | Mannschaftswertung |
| Team               | Team                  | Land                         | Zeit               |
| ------------------ | --------------------- | ---------------------------- | ------------------ |
| 1.                 | Ineos Grenadiers      | Vereinigtes Königreich       | 62 h 15 min 57 s   |
| 2.                 | Jumbo-Visma           | Niederlande                  | + 1 min 01 s       |
| 3.                 | Bora-Hansgrohe        | Deutschland                  | + 2 min 21 s       |
| 4.                 | EF Education-EasyPost | Vereinigte Staaten           | + 2 min 59 s       |
| 5.                 | Trek-Segafredo        | Vereinigte Staaten           | + 3 min 05 s       |
| 6.                 | Bahrain Victorious    | Bahrain                      | + 3 min 23 s       |
| 7.                 | Team DSM              | Niederlande                  | + 3 min 54 s       |
| 8.                 | UAE Team Emirates     | Vereinigte Arabische Emirate | + 5 min 07 s       |
| 9.                 | Arkéa-Samsic          | Frankreich                   | + 5 min 12 s       |
| 10.                | Groupama-FDJ          | Frankreich                   | + 5 min 50 s       |

## Ausgeschiedene Fahrer
Die folgenden Fahrer sind aus der Tour ausgeschieden:
- Daniel Oss (TotalEnergies): wegen Halswirbelbruch vom Vortag nicht gestartet
- Alex Kirsch (Trek-Segafredo): während der Etappe wegen Erschöpfung aufgegeben